# Dragør
Dragør er en by på Amager, cirka 12 kilometer fra Københavns centrum og ikke en del af Hovedstadsområdet. Den er en del af Dragør Kommune og ligger i Region Hovedstaden. Dragør er vokset sammen med Store Magleby, og tilsammen har den bymæssige bebyggelse 12.304 indbyggere  (2025). Dragør har landets højeste andel af gas-opvarmede boliger: 69%.
I 2015 var kommunens indbyggertal på over 14.000.
Navnet Dragør kommer af ordet at drage (at trække), og efterleddet -ør betyder en gruset eller sandet strandbred.
Dragør udtales med tryk på første stavelse, i modsætning til fx Helsingør, der har tryk på sidste stavelse.
Dragør har mange velbevarede historiske bygninger, og den gamle del af byen består af idylliske brostensbelagte stræder med gulmalede huse og røde teglstenstage. De fleste af bygningerne er fra 1700- og 1800-tallet. Havnen har et velbevaret kulturmiljø og bruges i nutiden af fritidssejlbåde, mindre fiskerbåde og som basehavn for lodsbåde.
Dragør Kirke blev indviet den 26. april 1885. Kirken er tegnet af arkitekt Carl Emil Wessel.
Store Magleby Kirke er opført i 1100-tallet.

## Historie
Dragørs placering har begunstiget fiskeri og søfart, som lige indtil dette århundrede har været byens eksistensgrundlag, og som er årsagen til, at der overhovedet er opstået en by på dette sted.
Dragørlejet var fra ca. 1350 handelsplads for sild, hvor kongen gav de første privilegier til handel på stedet. Særlig hansetidens sildefiskeri, der hvert efterår tiltrak op til 30.000 fremmede købmænd, fiskere og mange fra omegnen, havde stor betydning for Dragørlejets videre udvikling. Da sildehandelen ophørte omkring år 1500, blev de første huse bygget i nærheden af kysten. Det var især fiskere, der bosatte sig på stedet. På samme tid blev området formelt overdraget til indvandrede nederlændere, som havde bosat sig i Store Magleby.
Byen har altid været et vigtigt overfartssted til Skåne. Fra 1500-tallet voksede den faste bebyggelse, og Dragør blev til et fiskerleje og søfartssamfund. Fra omkring år 1600 kan man tale om en egentlig bydannelse med 20 faste huse. På dette tidspunkt tog nederlænderne også de første skridt til anlæggelse af en havn. Foruden landbrug drev de nederlandske bønder også fiskeri og skibsfart i mindre målestok. Det betød, at Dragør havn allerede i 1676 kunne mønstre 2 jagter og 82 små og store både. I 1682 var der 65 husmænd og to gårdmænd, mens der omkring år 1700 var ca. 135 husstande. Tilflytningen skete især fra Store Magleby og fra Skåne.
Omkring 1750 var Dragør – målt efter tonnage – den største søfartsby i kongeriget uden for København.
I 1700-tallet var bjærgning af grundstødte skibe en vigtig næringsvej for borgerne i Dragør.
Søkrigen mod England i perioden 1807-1814 betød en afslutning på de gode tider. Fra ca. 1880 var sejlskibenes epoke forbi, og Dragørs tid som en rig søfartsby var ovre.
Fra 1907 til 1957 havde Dragør jernbaneforbindelse med København og var endestation for Amagerbanen.
I den første halvdel af 1900-tallet var Dragør et populært sted for landliggere fra København. Fra ca. 1950 flyttede mange nybyggere til byen, og den er i dag et attraktivt boligområde for københavnske tilflyttere.
Færgeforbindelsen mellem Dragør og Limhamn blev etableret den 8. april 1960. I 1969 blev der overført 1.653.000 passagerer, 204.500 personbiler og 50.300 lastbiler/busser.
I oktober 1999 – otte måneder før Øresundsbroen blev taget i brug – ophørte færgetrafikken.

## Lodseriet
Dragør Lodseri blev grundlagt 1684, da seks mænd fik kongelig bevilling til at lodse skibe og især orlogsskibe gennem Sundet. I midten af 1700-tallet var der 24 lodser, og i 1870'erne var der mere end 50. 1906 var der kun syv lodser tilbage. Dragør Lodseri fungerede frem til 1984, hvorefter Farvandsdirektoratet af rationaliseringsgrunde lagde de tre lodserier i Dragør, København og Helsingør sammen under navnet Sundets Lodseri. På dette tidspunkt var der i Dragør ansat 16 lodser.
Efter senere ændringer er Dragør Lodsstation nu en del af DanPilot - Lodseriet Danmark.
Danmarks Lodsmuseum ligger i den gamle lodsbygning fra 1823. Det 16 m høje lodstårn er fra 1912.

## Kultur
Museum Amager har tre afdelinger i Dragør: Dragør Museum, Danmarks Lodsmuseum samt Mølsteds Museum med værker af marinemaleren Christian Mølsted.
Dragør Bio blev etableret i 1928, men lukkede i maj 2023. Den havde siden 2015 været drevet af 60 frivillige.
Dragør Kirke blev opført i 1885 og er tegnet af J.H. Wessel i nygotisk stil.

### Turisme
Over indgangsdøren til Café Espersen i den tidligere færgeterminal ses endnu Scandlines' karakteristiske navnetræk.
Dragør blev i 2001 rosende omtalt som turistby i New York Times. På trods af at journalisten var der i en regnfuld marts måned, blev han betaget af Dragørs charme.

## Venskabsbyer
Dragør har følgende venskabsbyer:
- Vellinge
- Kodiak